# The Superior Spider-Man
The Superior Spider-Man (с англ. — «Превосходный Человек-паук») — название нескольких серий комиксов издательства Marvel, рассказывающих о приключениях доктора Отто Октавиуса в качестве супергероя Превосходного Человека-паука.
Первый том выходил в период с января 2013 года по сентябрь 2014 года. Автором комикса был писатель Дэн Слотт, художниками выступали Райан Стегман, Умберто Рамос и Джузеппе Камунколи. События комикса продолжали сюжетную линию финала серии The Amazing Spider-Man, на тот момент длившейся на протяжении 50 лет. После событий Dying Wish, Питер Паркер был убит своим заклятым врагом Доктором Осьминогом, который перенес свое сознание в тело Человека-паука. С переносом получив также воспоминания Паркера, Отто поклялся творить добро в качестве самопровозглашенного Превосходного Человека-паука. Серия стала основной линией комиксов о Человеке-пауке, что отразилось и на других комиксах издательства, где теперь стал появляться Превосходный Человек-паук. Отто Октавиус в роли Человека-паука стал также появляться в сериях Avenging Spider-Man и ее продолжении Superior Spider-Man Team-Up. После финала сюжетной линии в 31 выпуске основной серии, закончившейся смертью Октавиуса и возвращением Питера Паркера, The Amazing Spider-Man был перезапущен с первого выпуска.  
В августе и сентябре 2014 года серия вернулась на два дополнительных выпуска в рамках события Spider-Verse, в котором вырванный из своего прошлого Превосходный Человек-паук также принимал участие в качестве одного из главных героев.
В октябре 2018 года вышел одиночный выпуск The Superior Octopus (с англ. — «Превосходный Осьминог»), который стал продолжением истории Доктора Осьминога, после событий Spider-Verse, его последующего воскрешения в рамках Clone Conspiracy, уничтожения компании Parker Industries во время Secret Empire, а также после перемирия между Паркером и Октавиусом после событий Go Down Swinging. Одновременно этот выпуск стал прологом к событию Spider-Geddon, после которого была запущена новая серия комиксов о Превосходном Человеке-пауке.
Второй том был запущен в декабре 2018 года, за авторством Кристоса Гейджа и художника Майка Хоуторна, в котором Отто Октавиус под личиной профессора Эллиота Толливера вернулся к супергеройской деятельности в городе Сан-Франциско в роли Превосходного Человека-паука. Серия закончилась в ноябре 2019 года на 12 выпуске, когда Октавиус был вынужден вернуться к личности Доктора Осьминога, заключив сделку с Мефисто.
В октябре 2023 года в рамках 10-летнего юбилея оригинального сюжета Превосходном Человеке-пауке Marvel Comics был выпущен одиночный выпуск Superior Spider-Man Returns (с англ. — «Превосходный Человек-паук Возвращается»), после чего в ноябре того же года запущен третий том приключений Доктора Осьминога. Писателем вновь стал автор оригинального сюжета, Дэн Слотт, в роли художника выступил давний иллюстратор комиксов о Человеке-пауке, Марк Багли. Серия закончилась на 8 выпуске в июле 2024 года и на 53 выпуске общей нумерации комиксов о Превосходном Человеке-пауке.

## История публикации
The Superior Spider-Man стала одной из серий комиксов линейки Marvel NOW!. Дэн Слотт, сценарист The Amazing Spider-Man и The Superior Spider-Man, рассказывал, что в новой серии Человек-Паук станет «более мрачным» персонажем с немного изменённым костюмом.
Впоследствии было объявлено, что Человеком-Пауком будет не Питер Паркер.
В сюжетной арке Dying Wish стало известно, что новый Человек-Паук — это Отто Октавиус в теле Питера Паркера, поклявшийся творить добро. Питер Паркер же в теле Отто Октавиуса погиб. 

## Сюжет

### Первая сюжетная линия о Превосходном Человеке-Пауке
Отто Октавиус, переселившийся в тело Питера Паркера и начавший жить его жизнью с целью искупить своё злое прошлое, начинает защищать город как Превосходный Человек-Паук. Он создаёт себе новый чёрно-красный костюм и армию роботов-пауков, следящих за обстановкой в городе. Подход к борьбе со злодеями у него совершенно другой: он действует жёстко, калеча преступников, а иногда и убивая их, как в случае со злодеями Террором и Алистером Смайтом. Также он отчасти преследует личные амбиции, имея целью искоренить преступность в городе, для чего атакует в основном штаб-квартиры преступных группировок.
В личной жизни Отто поначалу решает продолжать отношения Питера с Мэри Джейн Уотсон, но после её спасения решает, что не может подвергать её опасности, и они расстаются. При этом Отто не знает, что воспоминания Питера, вложенные им в его мозг, превратились в призрак Паркера, который наблюдает за жизнью Октавиуса и пытается найти способ вернуться обратно. Отто узнаёт об этом в выпуске #8 и в выпуске #9 проникает в мир воспоминаний Питера, где уничтожает его. Во время драки между двумя Людьми-Пауками происходит диалог касательно борьбы с преступниками, в процессе которого Отто обвиняет Питера в том, что тот чуть сам не стал злодеем (Октавиус собирался оперировать девочку с опухолью мозга, чтобы получить свой сканер мозга, а Питер вызвал у него судорогу руки, чтобы этому помешать). Однако, в #25 выясняется что Питер просто заставил Октавиуса думать, что он уничтожил его, а сам продолжил незримо быть с Отто и помог ему освободиться от Венома. Вскоре после удаления Питера Отто начинает роман со своей одногруппницей, девушкой небольшого роста Анной Марией Маркони.
Параллельно развивается сюжет, связанный с Зелёным гоблином и его подземной армией. Также в выпусках 17—19 в сюжете появляется Человек-паук 2099, Мигель О’Хара, который становится помощником Тиберия Стоуна. Карли Купер же вместе с Юри Ватанабэ ведет своё детективное расследование, пытаясь собрать доказательства о том, кем на самом деле является Питер Паркер. В выпуске 21 Карли похищают гоблины, а в выпуске 24 они превращают её в супер-злодейку Чудовище. Теперь им тоже известно о присутствии разума Отто Октавиуса в теле Человека-Паука, но кто под маской героя, они не знают. На протяжении 27—31 выпуска Отто в теле Паркера ведет борьбу с Зелёным Гоблином, который успел подмять под себя весь город. Тем временем Питер, путешествуя по памяти Октавиуса, добирается до того момента, когда вселял в него свою память, и таким образом возвращает её себе. А Отто, чувствуя своё бессилие, признаётся Питеру (о воскрешении которого уже знает), что был неправ, и что Питер — единственный Человек-Паук, достойный звания Превосходного. Октавиус решает вернуть ему его жизнь и сам стирает себя из мозга Питера, который после этого надевает свой старый костюм и идёт на финальную битву как Удивительный Человек-Паук. Вернувшись в Нью-Йорк, Питер сразился с Зелёным Гоблином и спас девушку Октавиуса — Анну Марию Маркони.
Также Отто фигурирует в двух отдельных выпусках, события которых разворачивались во время взрыва в Хорайзон Лэбс — корпорации Паркера, и начинающие сюжетную линию Spider-Verse. Сталкивается с оригинальным Удивительным Человеком-Пауком, проигрывает и решает на время присоединиться к команде Пауков Питера. После всех событий, он узнаёт, что в будущем он вернёт тело обратно Паркеру и в гневе начинает разрушать все вселенные Пауков, разрезая кинжалом паутины, которые за них отвечают, пытаясь разрушить вселенную Человека-Паука его будущего времени. Он вновь вступает в схватку с Паркером, но благодаря помощи других Пауков, вновь побеждён и возвращается в своё время — 19 выпуск собственного онгоинга и потерял память обо всех событиях, произошедших с ним в Spider-Verse.

### Старт второго сюжета
Позднее выясняется, что Отто использовал технологию, приобретенную в 2099 году, чтобы сделать копию своего сознания прямо перед отправкой обратно, и сохранил копию в своих перчатках и запрограммировал активировать ее через 100 дней. Когда рукавицы активировались, дубликат сделал из рукавов тело октобота. Этот дубликат изначально планировал взять под контроль тело Питера, скрываясь в Живом Мозге. Однако, узнав, что его первоначальное я пожертвовало собой и охотно вернул Питеру свое тело, Отто (из-за его огромного эго и отсутствия последних воспоминаний его прежнего я) считает, что тело Питера исказило личность его первоначального я, и вместо этого решил получить новое тело смоделировано по собственному телосложению, после того как Живой Мозг самоуничтожился. Узнав, что его оригинальное тело было украдено «New U Technologies» и было восстановлено, Отто проник в лабораторию New U и перенес свое сознание в свое обновленное тело и быстро уничтожил созданную копию сознания Питера Паркера(как побочный эффект того, что Питер населяет тело Отто пока был мертв), прежде чем вернуть себе звание доктора Осьминога и заключить договор с Шакалом(который тайно был Беном Рейли, клоном Питера Паркера, который изначально был героем, но из-за того, что Майлз Уоррен убивал его и воскрешал бесчисленное количество раз, его Создатель и первоначальный Шакал, он был изгнан за грань и на данный момент пошел по более злому пути), чтобы усовершенствовать процесс клонирования New U Technologies, в настоящее время имеющий недостатки. Отто удалось создать улучшенный клон со сращенной ДНК от него и Питера Паркера, назвав это прежде чем Отто забирает тело для себя и оставляет Бена мертвым. Затем он выслеживает старую базу и обнаруживает, что Гидра захватила ее, и после победы над различными приспешниками Армин Зола предлагает ему союз с Паркером Индастриз(компания, основанная Отто во время его пребывания в теле Питера), с которым Отто согласился. После создания нового костюма с рисунком, похожим на костюм Превосходного Человека-паука, Отто назвал себя «Превосходным Осьминогом». После борьбы с Человеком-пауком за контроль над «Паркер Индастриз» Отто терпит неудачу и боится быть солдатом Гидры. Он становится членом недолгой версии Мстителей Гидры, которая позже распадается после поражения Гидры. Отто позже ушел из Гидры, решив вернуться к своему прежнему самому себе.

### Вторая сюжетная линия о Превосходном Человеке-Пауке
Превосходный Осьминог зарекомендовал себя как местный герой Сан-Франциско, где он победил Ночную Смену, Арнима Зола и графа Нефарию. У него есть лаборатория с его изобретениями, в том числе машина, которая делает его клонов, позволяя его сознанию перейти к одному из них в случае смерти. Эта машина использует технологию Наследников. Spider-UK, Женщина-Паук Земли-982, Гвен-паук Земли-65, Доктор Осьминог из Земли-1104, Свин-Паук, Человек-Паук из Панков Земли-138, и Человек-Паук Нуар собирается в лаборатории, чтобы предупредить его о риске. Морлун выходит из одной из машин, когда они разговаривают, а также Верна и Дженникс, которые убивают Человека-паука и Паука-Великобритании, когда Морлун отправляется на Питера Паркера.
Отто возобновляет свою карьеру в качестве Превосходного Человека-паука, защищая Сан-Франциско с помощью ночной смены. Его личность как доктора Эллиота Толивера раскрыта Анной Марией, которая сталкивает его с восстановленным Живым Мозгом, но с появлением Терракса. Дает Отто шанс временно уклониться от этого. Несмотря на то, что ему не хватало оружия, технологий и помощи «Ночной смены»(кто убежал в страхе после того, как один из их нежити был разделен пополам), чтобы взять Терракса, Отто отказывается отступать, несмотря на тяжелые ранения во время битвы с ним. С помощью Анны Марии и Ночной смены Отто может использовать устройство, чтобы откачать часть Космической Силы Терракса и передать ее себе, давая Отто космические силы. Несмотря на это улучшение, Отто все еще не может победить Терракса, пока он не сможет изменить частоту топора последнего и заставить его забрать его обратно, вызывая обратную связь, которая шокирует Терракса без сознания. По окончании боя Отто возвращает Силу Космоса обратно к машине и теряет сознание. Когда он просыпается, с ним обращается Анна Мария, которая решает, что она поможет Отто стать настоящим героем. Она также предупреждает Отто, что, если он когда-нибудь вернется к своему доктору Осьминогу, она арестует его или еще хуже. Отто соглашается с этим, полагая, что она станет для него идеальным партнером.
Помогая властям восстановить Сан-Франциско и спасать выживших, Отто узнает о смирении и начинает общаться с людьми. Без его ведома Мастер Пандемониум выходит из обломков, планируя нанести удар. Когда Мастер Пандемониум атакует, Превосходный Человек-Паук вынужден работать с Доктором Стрэнджем, чтобы остановить Пандемониум после того, как он завладел новым партнером Эллиота Толливера Эммой Эрнандес, обнаружив в воспоминаниях, что они встретились до того, как они приняли свои более поздние личности, а Доктор Стрэндж отклонил запрос помощи Октавиуса разработать оригинальную подвеску, а Октавиус проигнорирует другое. Во время сражения с Мастером Пандемониумом, они вынуждены какое-то время поменяться местами, когда Доктор Стрэндж использует «вертушки» Превосходного Человека-Паука, чтобы воздействовать на Столпотворение и отключить его, в то время как Превосходный Человек-Паук использует Плащ Левитации. В конце боя Превосходный Человек-Паук спрашивает, может ли Доктор Стрэндж разыграть то же заклинание, которое он использовал, чтобы заставить мир забыть о личности Питера.
Во время сюжетной линии «Войны Царств» Превосходный Человек-Паук работал, чтобы спасти мирных жителей от вторжения Морозных Гигантов. Затем ему пришла в голову идея поработать с Мстителями Западного побережья, чтобы использовать возможности Америки Чавеса(Леди Америка). Спасая их с помощью своей Октавианской Линзы, Превосходный Человек-Паук едва убедил их помочь в борьбе с вторжением Асгарда у источника. Им придется отправиться в Нью-Йорк, поскольку магия Асгарда мешает силам Америки. В разгар битвы между Фантастической четверкой и Малекитом Проклятым, войска Превосходного Человека-Паука работали с Мистером Фантастиком, чтобы Америка Чавес могла воспроизвести энергию Биврестного моста. После того, как им двоим не удалось обнаружить ударную группу в Свартальфхайме, Превосходный Человек-паук и Мистер Фантастик обнаружили ударную группу в Йотунхейме. Те, кто в Йотунхейме(в частности, Питер Паркер), приказывают Превосходному Человеку-Пауку сосредоточиться на защите Земли. После того, как он первоначально отказывается уйти, Гвен Пул помогает Превосходному Человеку-Пауку в его соглашении с его отсутствием роли в Войне, прежде чем Превосходный Человек-Паук вернулся в Нью-Йорк, чтобы возглавить Мстителей Западного побережья в защите своих граждан.

### Финал истории Превосходного Человека-Паука
Когда война закончилась, Превосходный Человек-Паук получил награду от города за его роль в его защите, но Превосходный Человек-Паук был обеспокоен церемонией, признавшись позже, что Человек-Паук чувствовал, что должен был удалось сэкономить больше. Предлагая свой собственный опыт в качестве героя, Человек-паук утешил Превосходного Человека-паука, заметив, что Октавиус, чувствуя боль в результате случайных смертей, доказал, что он уходит из своей старой злодейской истории. Без ведома Эллиоту Толливеру, когда он встречался с Эммой Эрнандес, за ним шпионит один из пауков, который составляет Человека-паука Земли-11580 от имени Нормана Осборна с Земли-44145. Получив информацию, которую он получил от Человека-паука с Земли-11580, Норман Осборн с Земли-44145 начинает свои планы мести на Превосходного Человека-паука.
После свидания с Эммой Эрнандес они заметили новость, которая спрашивает, действительно ли Превосходный Человек-Паук действительно Доктор Осьминог. Человек-Паук, Мистер Фантастик и Доктор Стрэндж отметили их сотрудничество с Превосходным Человеком-Пауком и его участие в борьбе с Ледяными Гигантами. Даже Братья Гримм сделали свой комментарий о работе на них. На следующий день Макс Моделл зовет Эллиота Толливера в свой офис, где Толливер признает, что он Протоклон, созданный New U Technologies, и принимает разум Отто Октавиуса. Моделл заявил, что он уже знал о нем как о протоклоне и Превосходном Человеке-Пауке, а также заявил, что верит во второй шанс. Проанализировав записи с места происшествия, Превосходный Человек-Паук обнаружил маленьких пауков и выяснил, что за это ответственен человек-паук Земли-11580. Человек-паук Земли-11580 атакует их, поскольку Превосходный Человек-Паук использует Поле Разрушения Волны, чтобы поймать главного паука. Получив признание от него, Верховный Человек-Паук рассказывает Моделлу о Нормане Осборне на Земле-44145, который действует как Человек-Паук в своей реальности. Человек-паук Земли-11580 утверждает, что Человек-паук Земли-44145 находится в безопасности в своем мире и что они никогда не достигнут его. Во втором подвале фундамента Университета Горизонта, Превосходный Человек-Паук заявляет, что они не смогут привести в действие транспортер измерений без чего-то, что могло бы воспроизвести энергии Космического Куба. Анна Мария и Живой Мозг показали, что они использовали космические энергии в битве с Терраксом в изобретении Космического Жгута. Когда Живой Мозг поступает в систему с космическими энергиями, он начинает перегружаться, и это вызывает взрыв. Когда Превосходный Человек-Паук держит в руках обломки, Человек-Паук Земли-44145, кажется, показывает, что он был на Земле-616 все это время благодаря фрагменту Сети Жизни и Судьбы, которую он держит, что позволяет ему путешествовать к разным Габаритные размеры. После сбивания Превосходного Человека-Паука, Человек-Паук Земли-44145 показывает, что он собирается убить всех, о ком он заботится, как часть своей мести Превосходному Человеку-Пауку за оскорбление во время второй войны с Наследниками.
Спасательные команды работают, чтобы спасти тех, кто попал во взрыв. Когда Макс Моделл и Эмма Эрнандес загружены в машины скорой помощи, Анна Мария Маркони говорит Превосходному Человеку-Пауку, что отправится в больницу, чтобы следить за ними. Когда он отправляется на поиски членов Ночной Смены, которые все еще лояльны к нему, Превосходный Человек-Паук просит ее охранять Джеймса Мартина. После победы над Дансеном Макабре, Диггером и Скейном с помощью Человека-паука Земли-11580, Человек-паук Земли-44145 начинает атаковать Джеймса, когда его настигает Превосходный Человек-паук. После подавления, Превосходный Человек-Паук просит прощения у Джеймса. Человек-паук Земли-44145 заявляет, что он пощадит Джеймса, если убьет трех граждан перед камерами, которые не связаны с мошенничеством, преступниками или неизлечимо больными пациентами. Таким образом, люди увидят, что Превосходный Человек-Паук — это обман. Пробудившись в лазарете, Превосходный Человек-Паук узнает от Анны Марии, что тетя и дядя Джеймса в шоке, Скейн и Дансен выздоравливают после травм, а Эмма находится в медикаментозной коме, а Диггер все еще живет с оторванной головой. прося пистолет для скрепок. Превосходный Человек-паук говорит Анне Марии, что он не может вызвать Человека-паука или Мстителей, не подвергая опасности Джеймса. Не имея другого выбора, Превосходный Человек-Паук использует сигнал, который он узнал от Доктора Стрэнджа, чтобы вызвать Мефисто, который утверждает, что Человек-паук Земли-44145 находится вне его юрисдикции. Верховный Человек-Паук просит Мефисто вернуть его человеку, которым он когда-то был на один день, чтобы он мог сражаться с Человеком-Пауком Земли-44145. В то время как Мефисто утверждает, что у него есть или нет его душа, у него есть встречное предложение, которое восстановит его тело без болезней, физического психического состояния и привкуса Питера Паркера, но сохранит то что он понял свои добрые дела. Как Превосходный Человек-Паук говорит Анне, что другого выхода нет, он ожидает, что Мефисто поддержит свой конец сделки. В отеле «Лоу» братья Гримм забрали свой платеж у Человека-паука Земли-44145, когда на них напал доктор Осьминог. Он требует от них местонахождения Человека-паука-44145, иначе они умрут.
Поскольку Человек-паук Земли-44145 следит за Джеймсом Мартином, Эллиот Толливер входит с человеком в капюшоне, который станет первым жертвой Человека-паука Земли-44145. Он застигнут врасплох, когда человек в капюшоне сбрасывает свою маскировку под доктора Осьминога, в то время как Эллиот Толливер был фактически бессмысленным клоном, которого контролировал Октобот Доктора Осьминога, поскольку он заявляет, что это действительно считается убитой невинной жизнью. Когда Человек-паук Земли-44145 пытается вызвать Человека-паука Земли-11580, Доктор Осьминог показывает, что он выпустил на него своих Октоботов. Когда Человек-паук Земли-44145 сбрасывает Джеймса, он включает камеры и сражается с доктором Осьминогом, который вызывает все свои старые упряжки, чтобы помочь ему, спасая Джеймса и захватывая Человека-паука Земли-44145. После ранения Человека-паука Земли-44145, Доктор Осьминог использует свой фрагмент Сети Жизни и Судьбы, чтобы отправить его обратно на Землю-44145. После этого Доктор Осьминог говорит через камеры о своем возвращении, заявляя, что случившееся с Человеком-пауком Земли-44145 послужит предупреждением любому, кто придет за ним за то, что он сделал как Превосходный Человек-паук, который является «Разумной Болезнью». В больнице Анна Мария Маркони сообщает Эмме Эрнандес о трансляции доктора Осьминога, которую Эмма не хочет видеть. Доктор Осьминог навещает Анну Марию и Эмму, заявляя, что он больше не помнит истинную личность Человека-паука, но вспоминает свою жизнь как Эллиот Толливер. Пока Анна Мария и Эмма пытаются убедить Доктора Осьминога остаться с ними, но он убегает. Через неделю для Эллиота Толливера проводятся похороны, на которых присутствуют Макс Моделл, Анна Мария, Эмма и Джеймс. Пока доктор Осьминог наблюдает издалека, Диггеру сообщают, что он должен распределить выходное пособие оставшимся членам «Ночной смены», чтобы они больше не беспокоили его, и предупредить их не посещать Братьев Гримм в больнице. Затем доктор Осьминог уходит, оставляя свой костюм Превосходного Человека-паука в мусорном баке, и уходит.

## Коллекционные издания

### В мягкой обложке
| Название тома                                    | Собранные выпуски | Дата выпуска  | ISBN                   |
| ------------------------------------------------ | --- | ------------- | ---------------------- |
| Superior Spider-Man, Vol. 1: My Own Worst Enemy  | Superior Spider-Man № 1-5 | Июнь 2013     | ISBN 978-0-7851-6704-4 |
| Superior Spider-Man, Vol. 2: A Troubled Mind     | Superior Spider-Man № 6-10 | Сентябрь 2013 | ISBN 978-0-7851-6705-1 |
| Superior Spider-Man, Vol. 3: No Escape           | Superior Spider-Man № 11-16 | Декабрь 2013  | ISBN 978-0-7851-8472-0 |
| Superior Spider-Man, Vol. 4: Necessary Evil      | Superior Spider-Man № 17-21 | Февраль 2014  | ISBN 978-0-7851-8473-7 |
| Superior Spider-Man, Vol. 5: The Superior Venom  | Superior Spider-Man № 22-26, Annual № 1                                                                                        | Апрель 2014   | ISBN 978-0-7851-8796-7 |
| Superior Spider-Man, Vol. 6: Goblin Nation       | Superior Spider-Man № 27-31, Annual № 2                                                                                        | Июль 2014     | ISBN 978-0-7851-8797-4 |
| Amazing Spider-Man, Vol. 2: Spider-Verse Prelude | Superior Spider-Man № 32-33, Amazing Spider-Man Vol. 3 № 7-8 и частично Free Comic Book Day 2014 (Guardians of the Galaxy) № 1 | Январь 2015   | ISBN 978-0-7851-8798-1 |

### В твёрдой обложке
| Название тома              | Собранные выпуски | Дата выпуска  | ISBN                   |
| -------------------------- | --- | ------------- | ---------------------- |
| Superior Spider-Man Vol. 1 | Amazing Spider-Man № 698—700, Superior Spider-Man № 1-5 | Сентябрь 2013 | ISBN 978-0-7851-8521-5 |
| Superior Spider-Man Vol. 2 | Superior Spider-Man № 6-16 | Апрель 2014   | ISBN 978-0-7851-5448-8 |
| Superior Spider-Man Vol. 3 | Superior Spider-Man № 17-31, Annual № 1, 2 | Март 2015     | ISBN 978-0-7851-9395-1 |
| Spider-Verse               | Superior Spider-Man № 32-33, Amazing Spider-Man Vol. 3 № 7-15, Free Comic Book Day 2014 (Guardians of the Galaxy) № 1, Spider-Verse № 1, Spider-Verse Team-Up № 1-3, Scarlet Spiders № 1-3, Spider-Woman № 1-3, Spider-Man 2099 Vol. 2 № 6-8 | Апрель 2015   | ISBN 978-0-7851-9035-6 |

## Вне комиксов
- Превосходный Человек-Паук (в русской версии его называют Совершенный Человек-Паук) появился во втором сезоне Человека-Паука 2017 года. озвученного Робби Деймондом, в то время как Скотт Менвиль представляет свои монологи своей внутренней мысли в адаптации / переосмыслении серии «Превосходный Человек-Паук». В серии «Мой собственный худший враг» Доктор Осьминог, успешно перенеся своё сознание в тело Человека-Паука, склоняется из-за воспоминаний Питера о дяде Бене, побеждающих его бывшего соучастника Серебряного Соболя, Из-за этого он отказывается от всех своих планов захватить Нью-Йорк в пользу того, чтобы стать его защитником, подготовить себе новый костюм и начать разрабатывать методы, чтобы стать более эффективным борцом с преступностью, чем когда-либо был Питер. В «Критическом обновлении» агрессивное поведение Превосходного Человека-Паука, которое можно увидеть во время его боев с Молотоголовым, Серебряной Гривой, Большим Колесом и Песчанкой, заставляет Майлза Моралеса с подозрением относиться к «Человеку-Пауку», поскольку Октавиус всё ещё довольно погружен с его идеологией о том, что он лучше всех остальных, несмотря на реформирование на этом этапе. Тем временем сознание Питера пытается вырваться из Живого Мозга, используя Нейрокортекс, и при этом неосознанно удаляется от Макс Моделла. В «Беспокоящем уме», Превосходном Человеку-Пауку противостоят Железный Человек, Черная Вдова и Мисс Марвел, которые расследуют подозрения Майлза, хотя они вынуждены заключать с ним неохотный союз, чтобы бороться с А. И.М и их Лидером М. О.Д. О.К, Хотя расследование трёх Мстителей прекращается, когда они не могут доказать, что что-то не так с «Человеком-Пауком», Майлз узнаёт правду от настоящего Питера, который загрузился в выброшенные щупальца Октавиуса. В этом же эпизоде история Октавиуса раскрывается, когда Питер сталкивается с воспоминаниями Отто о своих отношениях с отцом Торбером Октавиусом и спортсменом по имени Стив, осознавая, насколько они на самом деле похожи (что очень сходит по сюжету комикса где неизвестный разбил очки юного Октавиуса и потом поклялся «научить людям что с ним нельзя так обращаться как с человеком второго сорта» тем самым удивив призрака Питера почему он такой злой). В «Плаще и Кинжале» Октавиус (через тело Питера) повторно регистрируется в Школе Горизонт, и его зачисляет Анна Мария в спонсорском предложении Алимакс, чтобы попытаться сделать школу равной Школы Горизонт. Когда титульный дуэт атакует школу, где работает Тибериус Стоун для мести из-за экспериментов, которые дали им свои силы, и тем самым лишив их жизни, Превосходный Человек-Паук вмешивается, чтобы попытаться привлечь их и Тиберия к ответственности. В то же время Питер и Майлз, определив, что схема щупалец Октавиуса скоро ухудшит сознание Питера, и превратятся в ничто, безуспешно убеждают Октавиуса отменить замену тела. Основная сюжетная линия завершается в «Превосходном», где Октавиус испытывает свои способности Превосходного Человека-Паука на высшем испытании, когда Веном теперь может быть полностью активным без хозяина из-за недавних экспериментов, которые пробудили его от стазис-атаки в Мидтауне, чтобы найти и точно отомстить Питеру за то, что он отверг его как своего хозяина в прошлом году. Обнаружив обмен телом между Питером и Октавиусом, Веном требует, чтобы Октавиус принёс ему настоящего Питера Паркера, взяв в заложники Анну-Марию. Когда настоящий Питер прибывает через несколько секунд, чтобы вмешаться, Октавиус обнаруживает, насколько он ошибался в себе и Человеке-Пауке, через всё, что он испытал в теле Питера. В конечном счёте, Октавиус благородно меняет передачу сознания, восстанавливая Питера до его прежнего я, в то же время перемещая себя в свои старые щупальца. После победы над Веномом, Питер возвращает одолжение, возвращая сознание Октавиуса обратно в его отключённое тело.